# Trente (stad)
Trente (Italiaans: Trento; Duits: Trient; Nederlands soms nog: Trent) is de hoofdstad van de Italiaanse autonome regio Trentino-Zuid-Tirol en de provincie Trente, in het noorden van Italië. De stad heeft zo'n 115.000 inwoners en is tevens de hoofdstad van de gelijknamige provincie. De stad heeft ook een goed aangeschreven universiteit, waar onder meer Romano Prodi ooit als hoogleraar in dienst was.
Tot de gemeente Trente aan de Adige behoren naast het stadscentrum ook de frazioni Cadine en Oltrefersina. De stad ligt onderaan de Monte Sardagna. Van 1922 tot 1925 werd gebouwd aan de Funivia Sardagna, de kabelbaan naar de bergtop, die op 4 augustus 1925 in bedrijf werd gesteld.

## Geschiedenis
Trente was oorspronkelijk een Keltische stad, die later veroverd werd door de Romeinen (Tridentum). Trente was eeuwenlang de zetel van het zelfstandige prinsbisdom Trente. Daarna werd het een Oostenrijkse stad. Na de Eerste Wereldoorlog werd het aan Italië afgestaan.
Trente werd bekend door het Concilie van Trente dat er tussen 1545 en 1563 werd gehouden. Dit concilie zette de Contrareformatie in en nam belangrijke besluiten zoals het oprichten van seminaries, de uitgave van een catechismus en de verbetering van het missaal en het brevier.

## Partnersteden
- Znojmo (Tsjechië)
- Praag 1 (Tsjechië)

## Geboren
- Matthias Gallas (1588-1647), veldheer
- Andrea Pozzo (1642-1709), schilder
- Alcide De Gasperi (1881-1954), 30e premier van Italië en een van de drijvende krachten achter de oprichting van de Europese Gemeenschap
- Chiara Lubich (1920-2008), stichtster en eerste voorzitster van de r.k. Focolarebeweging
- Claudio Michelotto (1942-2025), wielrenner
- Rolando Maran (1963), voetballer en voetbaltrainer
- Ermanno Ioriatti (1975), schaatser
- Leonardo Bertagnolli (1978), wielrenner
- Matteo Anesi (1984), schaatser
- Chiara Costazza (1984), alpineskiester
- Daniel Oss (1987), wielrenner
- Moreno Moser (1990), wielrenner
- Mirko Bortolotti (1990), autocoureur
- David Bosa (1992), schaatser
- Eveline Dellai (1993), pornoactrice
- Andrea Giovannini (1993), schaatser
- Michele Malfatti (1994), schaatser
- Gianni Moscon (1994), wielrenner
- Nicola Conci (1997), wielrenner
- Pietro Sighel (1999), shorttracker
- Samuele Rivi (1998), wielrenner
- Francesco Betti (2000), schaatser
- Serena Pergher (2004), schaatsster

## Galerij

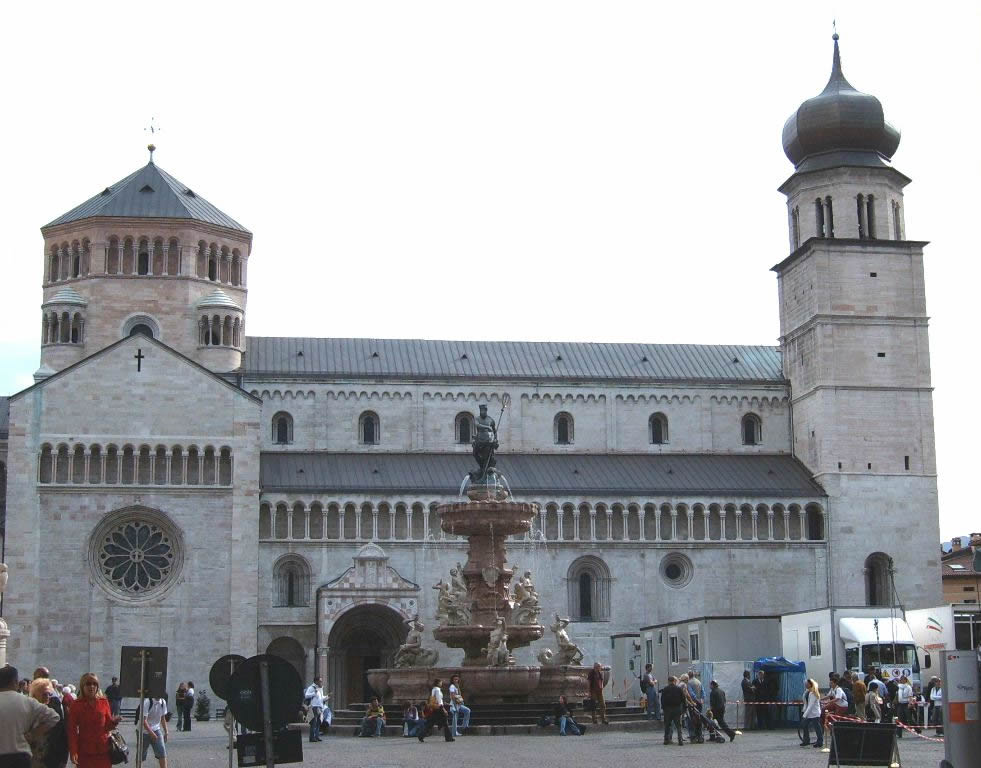
Kathedraal en Neptunusfontein aan het Piazza Duomo
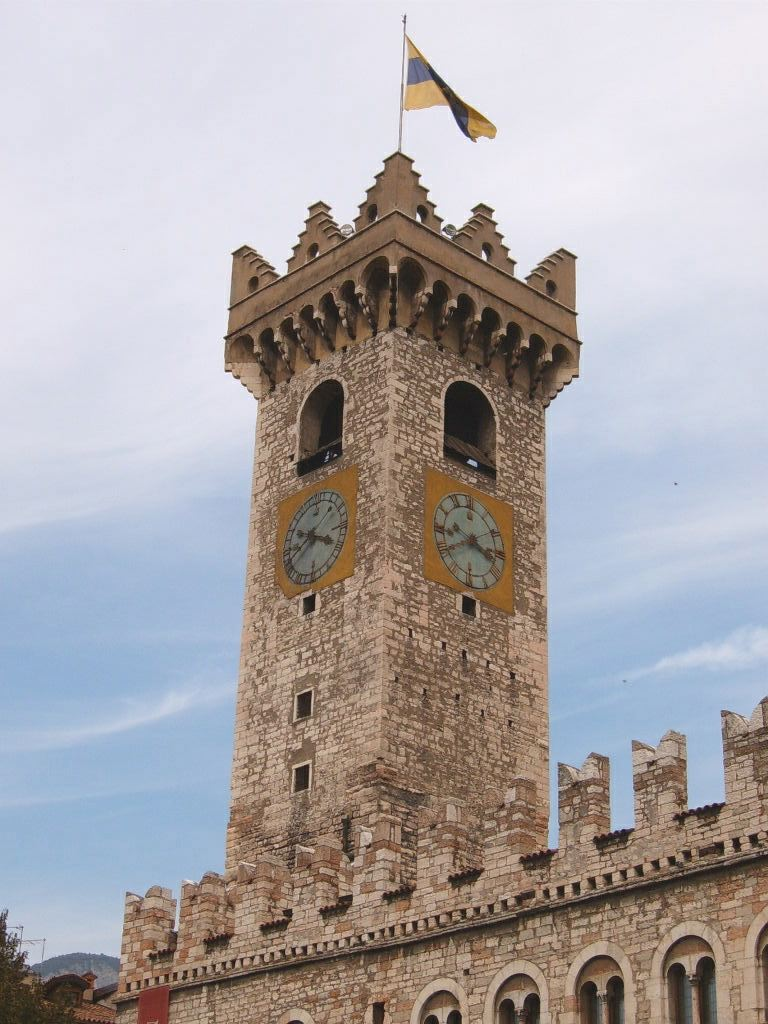
Belfort Torre Civica
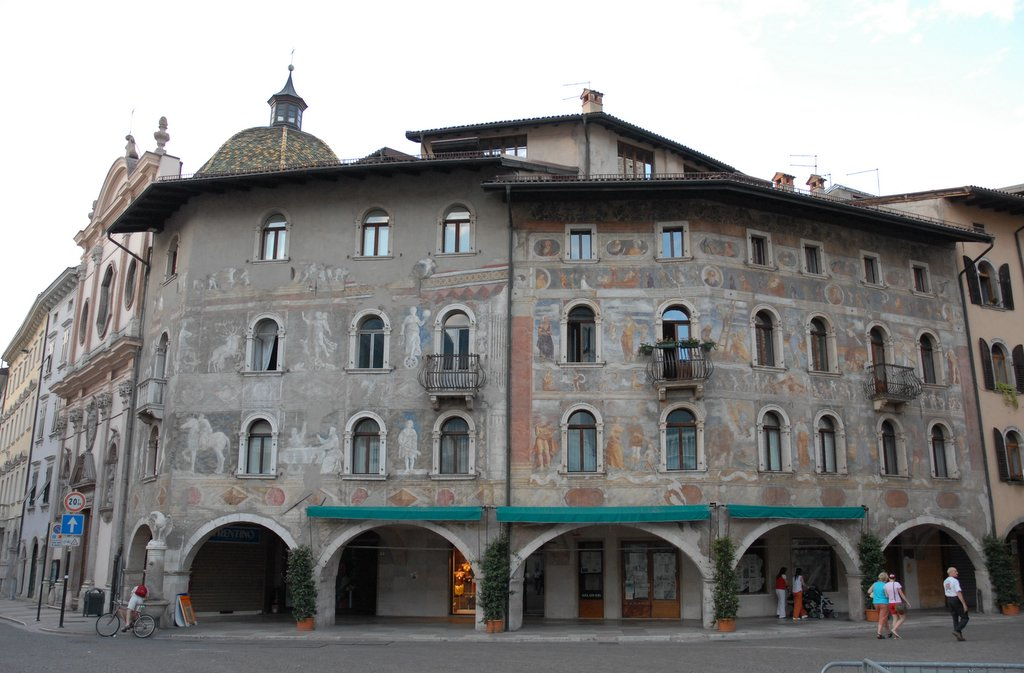
Fresco's op gebouwen aan het Piazza Duomo